# Новодворский сельсовет (Минская область)
Новодворский сельсовет (бел. Навадво́рскі сельсавет) — административно-территориальная единица Минского района Минской области Белоруссии. Административный центр — агрогородок Новый Двор.

## Географическое положение
Сельсовет расположен на юго-востоке от черты г. Минска. Его отделяет Минская кольцевая автомобильная дорога. Площадь — 13 тыс. га.

## Население
По состоянию на 1 января 2021 года численность постоянно проживающего населения составляет 17 690 человек.

## Состав
Новодворский сельсовет включает 15 населённых пунктов:
- Большое Стиклево — деревня.
- Большой Тростенец — деревня.
- Малый Тростенец - деревня
- Гатово — агрогородок.
- Дергаи — деревня.
- Дубки — деревня.
- Ельница — деревня.
- Климовичи — деревня.
- Королищевичи — деревня.
- Мацевичи — деревня.
- Новый Двор — агрогородок.
- Асеевка — деревня.
- Пашковичи — деревня.
- Подлосье — деревня.
- Цесино — деревня.

## История
Новодворский сельский Совет, рабочих, крестьянских и красноармейских депутатов, как местный орган власти (советской) был образован в 1918 году в деревне Новый Двор Сенницкой волости Минского уезда, с 1924 года по 1930 года — Самохваловичского района, 1931 год по 1934 год — Пригородной зоны города Минска, с 1934 года — Минского района, с 1938 года — Минской области.
После утверждения Конституции СССР 1936 год и БССР 1937 год Советы стали именоваться «Советы депутатов трудящихся» и в сельских Советах стал избираться исполнительный комитет.
Во время немецко-фашистской оккупации сельский Совет не функционировал[что?]. Возобновил свою деятельность в июле 1944 года.
С 1944 года — исполком Новодворского сельского Совета депутатов трудящихся Минского района Минской области.
На территории нынешнего Новодворского сельского Совета народных депутатов до 1961 года существовало 4 сельских Совета:
- Гатовский сельский Советов депутатов трудящихся, на территории которого находились деревни: Гатово, Дергаи, Цесино, Чуриловичи, Катяги, Дубки, Асеевка, Александрово, Плебанцы. Во время Великой Отечественной войны жители деревень Дергаи, Дубки, Цесино, Асеевка самотвержено боролись с врагами в подполье в партизанах. Деревня Дубки была сожжена дотла, а все мужское население расстреляно. В деревне Гатово из 100 мужчин погибли 98.
- Королищевичский сельский Совет депутатов трудящихся на территории которого находились деревни: Королищевичи, Ельница, Мацевичи, В. Синило, Н. Синило, Забылинье, Язвы, Веселка, Ефимово.
- Тростенецкий сельский Совет депутатов трудящихся, на территории которого находились следующие деревни: Большой Тростенец, Малый Тростенец, Большое Стиклево, Малое Стиклево, Красная Слабода, Столовая.
- Новодворский сельский Совет депутатов трудящихся, на территории которого находились деревни: Новый Двор, Подлосье, Заречье, Пашковичи, Климовичи, Шабаны, Соколянка, Щетовка, Гребелька, Шейпичи, Дворище, Корзюки, Чижовка, Затишье, Мирный, Будилово, Лошица-1, Малявка.

Четыре сельских Совета в 1961 году объединены в один Новодворский сельский Совет депутатов трудящихся.
В 1961 году произошло отделение деревень: Чуриловичи, Плебанцы, Катяги — отошли к Михановичскому сельскому Совету. Верхнее Синило, Нижнее Синило, Забылинье — Апчакский сельский Совет. Щетовка, Шейпичи, Будилово, Столовая, Соколянка, Ефимово — отошли к городу Минску.
В 1967—1968 гг. к городу Минску отошли деревни: Красная Слобода, Чижовка, Затишье.
В 1970 году к городу Минску отошли деревни: Гребелька, Дворище, Малявка.
В 1974 году в соответствии с указом Президиума Верховного Совета БССР от 10 августа 1974 г. в черту города Минска вошли следующие деревни: Корзюки, поселок Мирный.
В соответствии с Конституцией «Основным законом СССР с 7 октября 1977 года Новодворский сельский Совет депутатов трудящихся стал именовать Новодворский сельский Совет народных депутатов».
В 1981 году деревня Малое Стиклево Новодворского сельсовета Минского района включена в черту города Минска.
В 1982 году в состав Сеницкого сельского Совета включена деревня Александрово.
В соответствии с Указом Президиума Белорусской ССР в 1985 году в черту города Минска включена деревня Лошица 1-я.
В соответствии с указом Президиума Верховного Совета БССР от 29 ноября 1987 г. в черту города Минска включена деревня Малый Тростенец.
В 1987—1988 гг. деревня Заречье пошла под снос, все жители деревни переселены в поселок Шабаны Заводского района города Минска.
31 марта 2020 года на территории сельсовета была упразднена деревня Шабаны.

## Промышленность и сельское хозяйство
На землях сельсовета находится два совхоза: «Рассвет» и «Минская овощная фабрика», которые специализируются на выращивании овощных культур для жителей белорусской столицы. Здесь же успешно функционируют более 100 предприятий различной формы собственности, в том числе и такие известные в Республике Беларусь как завод «Вторчермет», ОАО МПКО, АО «Черметремонт». Предприятие «Белцветмет», Минское районное объединение «Сельхозхимия», ИП «Исакидис Гарантес», Гатовское ППО ЖКХ, крупные предприятия (ОАО «Минское производственное кожевенное объединение», ОАО «Черметремонт», ОАО "Агрофирма «Рассвет», КСХУП «Минская овощная фабрика», ОАО «Белвторчермет», ОАО «Белцветмет». Олимпийский спортивный комплекс «Стайки» открыт и доступен для всех желающих оздоровится и отдохнуть.

## Социальная сфера
На территории сельсовета расположены 3 общеобразовательных школы (аг. Новый Двор, аг. Гатово и д. Большой Тростенец), 3 детских сада (аг. Гатово и аг. Новый Двор), 3 амбулатории (аг. Новый Двор, аг. Гатово и д. Большой Тростенец).
Религиозные общины: Приход храма Рождества Христого д. Бол. Стиклево, Приход храма Святого Духа (аг. Гатово), Приход храма Святого Архистратинга Михаила (аг. Новый Двор), Римскокаталический приход Святого Михаила Арханёла (аг. Гатово), Римскокаталический приход Святого Станислава (д. Королищевичи), ЦЕХБ «Источник жизни» (аг. Гатово).